# Alexandra Rosenfeld
Alexandra Rosenfeld (Béziers, 23 novembre 1986) è una modella francese, vincitrice del titolo di Miss Francia 2006 e Miss Europa 2006.

## Biografia
Nata a Béziers in una famiglia ebraica di origine olandese, Rosenfeld ha compiuto studi turistici a Pézenas e vanta un passato nell'atletica leggera nel club cittadino.
Messasi in luce nei concorsi di bellezza locali, nel febbraio 2006 prese parte a una manifestazione contro antisemitismo e razzismo tenutasi dopo il brutale omicidio di un giovane ebreo a Parigi.
In quello stesso anno vinse, a 19 anni, il concorso di Miss Francia e rappresentò il suo Paese a Miss Europa 2006, che si tenne a Kiev (Ucraina), venendo eletta vincitrice.
In quello stesso anno partecipò anche a Miss Universo.
Fidanzatasi nel 2007 con il rugbista italiano Sergio Parisse, è stata sua moglie dal 2010 al 2013; dall'unione è nata una figlia nel 2010.